# Riesenbeck
Riesenbeck (plattdeutsch: Riesenbiëck) ist ein Stadtteil von Hörstel am Südhang des beginnenden Teutoburger Waldes in Nordrhein-Westfalen in der Region Tecklenburger Land (Kreis Steinfurt).

## Geografie
Am Südhang des Teutoburger Waldes gelegen, grenzt Riesenbeck im Süden an das flachere Münsterland an. In der Nähe des Ortes, am Nassen Dreieck, treffen der Dortmund-Ems-Kanal und der Mittellandkanal zusammen. Im nördlich von Riesenbeck gelegenen Teutoburger Wald befinden sich der Bergeshöveder Berg, Riesenbecker Berg, Lagerberg und der Birgter Berg.
Ortsteile von Riesenbeck sind Riesenbeck-Dorf, Birgte, Lage und Bergeshövede.

## Geschichte

### Mittelalter
Einer der ersten urkundlichen Nachweise stammt aus dem Jahr 965, von einem Wohnplatz namens Bergeshövede. Die Ortschaft Riesenbeck (Risenbeke) fand im Jahr 1074 erstmals urkundliche Erwähnung. Dabei handelte es sich um eine Übergabe eines Hofes in Riesenbeck an Bischof Benno II. von Osnabrück zugunsten der Klemenskirche in Iburg vom Edlen Walo. Durch den Erwerb der Osnabrücker Hochvogtei 1236 durch Graf Otto I. von Tecklenburg, wurde Riesenbeck Teil der Grafschaft Tecklenburg. In dieser Zeit entstand durch den tecklenburgischen Ministerialen Konrad von Brochterbeck im Jahr 1256 das Kloster Gravenhorst.
Im Jahr 1400 fiel Riesenbeck an das Hochstift Münster. Dieses war das Resultat andauernder Auseinandersetzungen des Grafen Nikolaus II. von Tecklenburg mit den mächtigen Nachbarn Münster und Osnabrück.

### Neuzeit
Im Zuge der Säkularisation 1803 wurde Riesenbeck dem Königreich Preußen zugeschlagen. 1808 fiel Riesenbeck an das Großherzogtum Berg. Nach dem Ende der napoleonischen Herrschaft wurde Riesenbeck wieder preußisch und kehrte 1816 mit der Gründung des Kreises Tecklenburg in das Tecklenburger Land zurück.
Das bis ins 18. Jahrhundert als Teil des Kirchspiels Riesenbeck zugehörige Hörstel wurde am 1. April 1900 als eigenständige Gemeinde ausgegliedert. Bereits auf einer Gemeinderatssitzung am 9. Juni 1896 stimmte der Gemeinderat Einstimmig für eine Abtrennung von Hörstel, da die Gegensätze der beiden Ortsteile in einer Gemeinde oft die Ratsarbeit hemmten.
Am 21. Februar 1945 wurde Riesenbeck Ziel eines Bombenangriffs, bei dem 20 Personen starben.
Im Zweiten Weltkrieg war die Stadt und auch der Mittellandkanal mehrfach Ziel alliierter Bombenangriffe. Vom 1. bis zum 7. April 1945 gab es zwischen Riesenbeck und dem nördlich angrenzenden Ibbenbüren Gefechte zwischen deutschen Truppen und der vom Rhein aus vorstoßenden britischen Armee. Ein bekannter regionaler Kriegsschauplatz liegt südlich zwischen Ibbenbüren und Riesenbeck. Diese sogenannte „Schlacht im Brumleytal“ wurde 2007 unter dem Namen „Leben und Sterben 45“ verfilmt. Dort befindet sich der Soldatenfriedhof Brumleytal.
Am 21. Juli 1959 wurde das Rathaus in Riesenbeck eingeweiht. Das Hallenbad von Riesenbeck wurde am 4. August 1966 eröffnet.
Die Selbständigkeit als eigene politische Gemeinde verlor Riesenbeck im Zuge der Gebietsreform am 1. Januar 1975, behielt aber den Sitz der Stadtverwaltung der neuen Stadt Hörstel.
Am 24. Februar 2002 wurde die Ortslage von einem F2-Tornado getroffen. Auf einer Länge von 1,5 km und 150 Metern Breite wurden rund 150 Häusern beschädigt. Auf dem Sportplatzgelände wurden durch den Tornado sogar Fußballtore umgebogen.

### Bürgermeister der ehemaligen Gemeinde Riesenbeck
Bürgermeister der ehemaligen Gemeinde Riesenbeck bis zur Eingemeindung zum 1. Januar 1975:
- 1961–1974 Karl Grüter (CDU), bis 1964 (UCSW)
- 1948–1961 Josef Möllers (Zentrum)[11]

## Religion

### Römisch-katholisch
Die meisten Einwohner von Riesenbeck gehören der katholischen Kirche an. Pfarrkirche ist die denkmalgeschützte St. Kalixtus.

### Evangelisch
Am 28. November 1954 wurde die evangelische Versöhnungskirche im Oberdorf eingeweiht. Vor allem durch viele Ostflüchtlinge und Vertriebene hatte sich die Zahl der evangelischen Christen in Riesenbeck nach 1945 stark erhöht. Wegen rückläufigen Mitgliedszahlen entschloss sich der Kirchenkreis die Versöhnungskirche 2022 aufzugeben. Der letzte Gottesdienst in der Kirche fand am 14. August 2022 statt.

## Wirtschaft
In Riesenbeck war der insbesondere auf die Produktion von Pflügen spezialisierte Landmaschinenhersteller H.Niemeyer Söhne seit 1888 ansässig.
Die Pflugschare im Wappen von Riesenbeck beziehen sich auf die lange Tradition der Herstellung von Pflügen. 2001 wurde die Fertigung in Riesenbeck eingestellt. In den folgenden Jahren siedelte sich dort die Firma RIELA sowie ein Einkaufszentrum an. In Birgte ging aus der 1949 gegründeten Reparaturwerkstatt für Landmaschinen August Wübker Söhne die Firma Oase mit einer weltweiten Pumpenherstellung hervor. Grundlage der Entwicklung war die 1959 als Patent eingetragene Vieh-Selbsttränke-Weidepumpe, die auch im Ausland mit Erfolg verkauft wurde. Die Firma Josef Beermann GmbH wurde 1947 in Riesenbeck gegründet und hat dort ihren Hauptsitz. Beermann beschäftigt über 600 Mitarbeiter an 10 Standorten in ganz Deutschland.
Riesenbeck ist zudem ein bedeutendes Zentrum des Pferdesports. Besonders bekannt ist Riesenbeck für seine Rolle im Fahrsport, einschließlich der Austragung mehrerer Weltmeisterschaften der Zweispänner. Eine moderne Anlage neben dem Schloss Surenburg umfasst mehrere große Reithallen und ein Rasenstadion, das regelmäßig hochkarätige Veranstaltungen wie die Longines Global Champions Tour beherbergt.

## Infrastruktur

### Hallenbad
In Riesenbeck befindet sich das kommunale Hallenbad der Stadt Hörstel. Es wurde 1966 eröffnet.

### Schulen
Riesenbeck hat zwei Grundschulen:
- Sünte-Rendel-Schule (Dorf)
- St.-Bonifatius-Schule (Birgte)

Bis zum 14. Juli 1992 gab es in Riesenbeck die Sünte-Rende-Hauptschule, seit diesem Tag war für Riesenbecker Hauptschüler der Besuch der Hauptschule in Hörstel vorgesehen.

### Feuerwehr
Die Freiwillige Feuerwehr Riesenbeck wurde 1899 gegründet. Mit der Kommunalreform am 1. Januar 1975 wurde sie zum Löschzug Riesenbeck der Stadt Hörstel.

### Museum
Auf dem Hof Lammers Im Vogelsang hat der Heimatverein Riesenbeck e. V. ein Landmaschinenmuseum aufgebaut. Die Modernisierung des Gebäudes, der Ausstellung und der Museumspädagogik ist mit der Neueröffnung 2022 abgeschlossen.

## Riesenbecker Sixdays / Riesenbecker Triathlon
Seit 1989 finden die Riesenbecker Sixdays statt, an diesen Tagen werden sechs verschiedene Halbmarathons in Riesenbeck und den Nachbarorten gelaufen. Der Zweijahresrhythmus der Veranstaltung wurde 1992 eingeführt.
Jährlich im August findet der Riesenbecker Triathlon des SV Teuto Riesenbeck statt. Ort der Austragung ist der Torfmoorsee in Hörstel.

## Sehenswürdigkeiten
Mittelpunkt des Ortes bildet die St.-Kalixtus-Kirche, deren romanischer Westturm mit seinem schwarzen Dach aus dem 12. Jahrhundert stammt. Im Innern der katholischen Pfarrkirche befindet sich die Reinhildis-Grabplatte, eine frühmittelalterliche westfälische Bildhauerarbeit.
Südwestlich von Riesenbeck liegt die Wasserburg Surenburg mit altem Park.
| - Sehenswürdigkeiten in Riesenbeck - Die St.-Kalixtus-Kirche - Denkmal Ossenlock im Oberdorf - Das Wasserschloss Surenburg - Bergeshöveder Berg mit dem Nassen Dreieck im Vordergrund - Riesenbecker Berg mit der Schönen Aussicht - Neue Kapellenbrücke über den Dortmund-Ems-Kanal in Birgte |

## Persönlichkeiten
Söhne und Töchter des Ortes:
- Johan Bernhard Wittkamp (* 20. September 1820 in Riesenbeck; † 15. Juni 1885 in Antwerpen), Maler
- Karl Grüter (* 29. August 1920 in Riesenbeck; † 17. Januar 2006), Bürgermeister der Gemeinde Riesenbeck von 1961 bis 1974, NRW-Landtagsabgeordneter der CDU 1970–1980
- Werner Witthuhn (* 4. Dezember 1926 in Riesenbeck; † 1. Juni 1981), Maler und Grafiker
- Franz-Josef Möllers (* 28. Juni 1946 in Riesenbeck), Landwirt und von 1997 bis 2012 Präsident des Westfälisch-Lippischen Landwirtschaftsverbandes
- Norbert Strotmann (* 14. August 1946 in Riesenbeck), katholischer Bischof, 1992 Weihbischof in Lima/Peru, 1997 Bischof der neu gegründeten Diözese von Chosica (Lima-Ost)
- Karl-Josef Laumann (* 11. Juli 1957 in Riesenbeck), von 2005 bis 2010 und seit 2017 Minister für Arbeit, Gesundheit und Soziales des Landes Nordrhein-Westfalen in NRW
- Thomas Bühner (* 13. April 1962 in Riesenbeck), Koch

Sonstige Persönlichkeiten:
- Robert Kronfeld (* 5. Mai 1904 in Wien; † 12. Februar 1948 bei Lasham), Segelflieger, startete am 15. Mai 1929 vom Bergeshöveder Berg aus zum ersten Langstrecken-Segelflug der Welt über 100 Kilometer
- Constantin Freiherr Heereman von Zuydtwyck (* 17. Dezember 1931 in Münster; † 26. Juli 2017), Politiker, ehem. CDU-MdB und Präsident des Deutschen Bauernverbandes, wohnte im Haus Surenburg
- Ludger Beerbaum (* 26. August 1963 in Detmold), erfolgreicher Springreiter und Olympiasieger, wohnt und trainiert in Riesenbeck
- Philipp Weishaupt (* 20. Juli 1985 in Augsburg), erfolgreicher Springreiter, wohnt und trainiert in Riesenbeck
- Peter Niemeyer (* 22. November 1983 in Mettingen), ehemaliger Profi-Fußballspieler u. a. bei den Bundesligisten Hertha BSC und  SV Darmstadt 98, fing beim SV Teuto Riesenbeck mit dem Fußballspielen an